# США на чемпионате мира по водным видам спорта 2019
Соединённые Штаты Америки приняли участие на чемпионате мира по водным видам спорта, который прошёл в южнокорейском Кванджу с 12 по 28 июля 2019 года. Американские спортсмены завоевали в общей сложности 31 медаль (12 золотых, 9 серебряных и 10 бронзовых) и заняли итоговое второе место в неофициальном командном зачёте первенства.

## Медалисты
| Золото  | |                                                          |         |
| №       | Спортсмены | Вид спорта (дисциплина)                                  | Дата    |
| 1       | Калеб Дрессел Блэйк Пирони Таунли Хаас* Майкл Чедвик* Нэтан Эдриан Зак Эппл | Плавание (эстафета 4×100 метров вольным стилем, мужчины) | 21 июля |
| 2       | Калеб Дрессел | Плавание (50 метров баттерфляем, мужчины)                | 22 июля |
| 3       | Лилли Кинг | Плавание (100 метров брассом, женщины)                   | 23 июля |
| 4       | Калеб Дрессел | Плавание (100 метров вольным стилем, мужчины)            | 25 июля |
| 5       | Оливия Смолига | Плавание (50 метров на спине, женщины)                   | 25 июля |
| 6       | Кейли Гилкрист Эшли Джонсон Аманда Лонган Мэдди Масселман Кайли Ньюшул Мелисса Сейдеманн Мэгги Стеффенс Элис Уильямс Рейчел Фаттал Ариа Фишер Макензи Фишер Стефания Харалабидис Пейдж Хаусчайлд | Водное поло (женский турнир)                             | 25 июля |
| 7       | Симоне Мануэль | Плавание (100 метров вольным стилем, женщины)            | 26 июля |
| Серебро | |                                                          |         |
| №       | Спортсмены | Вид спорта (дисциплина)                                  | Дата    |
| 1       | Сара Бейкон | Прыжки в воду (трамплин, 1 м, женщины)                   | 13 июля |
| 2       | Хейли Андерсон | Плавание на открытой воде (10 км, женщины)               | 14 июля |
| 3       | Кэти Ледеки | Плавание (400 метров вольным стилем, женщины)            | 21 июля |
| 4       | Эбби Вейтцейл Марго Гир* Келси Далия Мэллори Комерфорд Симоне Мануэль Лиа Нил* Эллисон Шмитт* | Плавание (эстафета 4×100 метров вольным стилем, женщины) | 21 июля |
| 5       | Стивен Лебу | Хай-дайвинг (мужчины)                                    | 24 июля |
| 6       | Мэттью Гриверс* Келси Далия* Калеб Дрессел Лилли Кинг Мэллори Комерфорд* Райан Мёрфи Симоне Мануэль Эндрю Уилсон*                                                                                | Плавание (смешанная комбинированная эстафета 4×100 м)    | 24 июля |
| 7       | Хейли Фликингер | Плавание (200 метров баттерфляем, женщины)               | 25 июля |
| 8       | Гэбби Делуф* Кэти Ледеки Кэти Маклафлин Симоне Мануэль Мелани Маргалис Лиа Смит* Эллисон Шмитт*                                                                                                  | Плавание (эстафета 4×200 метров вольным стилем, женщины) | 25 июля |
| 9       | Райан Мёрфи | Плавание (200 метров на спине, мужчины)                  | 25 июля |
| Бронза  | |                                                          |         |
| №       | Спортсмены | Вид спорта (дисциплина)                                  | Дата    |
| 1       | Саманта Бромберг Катрина Янг | Прыжки в воду (синхронная вышка, 10 метров, женщины)     | 14 июля |
| 2       | Эндрю Капобьянко Катрина Янг | Прыжки в воду (командные соревнования)                   | 16 июля |
| 3       | Анна Мур | Плавание на открытой воде (5 км, женщины)                | 17 июля |
| 4       | Дилейни, Шнелл | Прыжки в воду (вышка, 10 м, женщины)                     | 17 июля |
| 5       | Хейли Андерсон Майкл Бринегар Джордан Вилимовски Эшли Твичелл | Плавание на открытой воде (смешанная эстафета 4×1,25 км) | 18 июля |
| 6       | Лиа Смит | Плавание (400 метров вольным стилем, женщины)            | 21 июля |
| 7       | Оливия Смолига | Плавание (100 метров на спине, женщины)                  | 23 июля |
| 8       | Кэти Дрэбот | Плавание (200 метров баттерфляем, женщины)               | 25 июля |
| 9       | Чейз Калиш | Плавание (200 метров комплексным плаванием, мужчины)     | 25 июля |
| 10      | Джек Конгер* Джек ле Вант* Блэйк Пирони Эндрю Селискар Таунли Хаас Зак Эппл | Плавание (эстафета 4×200 метров вольным стилем, мужчины) | 26 июля |